# Sauzet, Gard
Sauzet là một xã trong vùng Occitanie. Xã Sauzet, Gard nằm ở khu vực có độ cao trung bình 60 mét trên mực nước biển.